# Иламатлан (муниципалитет)
Иламатлан (исп. Ilamatlán) — муниципалитет в Мексике, штат Веракрус, расположен в регионе Нижняя Уастека. Административный центр — Иламатлан.